# Oskar Lindberg (biegacz narciarski)
Oskar Lindberg (ur. 5 lipca 1894 w Norsjö, zm. 5 października 1977 w Skellefteå) – szwedzki biegacz narciarski, reprezentant klubu IFK Norsjö, uczestnik Zimowych Igrzysk Olimpijskich 1924.
W biegu olimpijskim na 50 kilometrów stylem klasycznym w Chamonix zajął ósmą pozycję ze stratą 23 minut i 12 sekund do zwycięzcy – Thorleifa Hauga.

## Osiągnięcia

### Igrzyska olimpijskie
| Igrzyska       | Data             | Konkurencja                      | Czas    | Miejsce | Strata | Zwycięzca     | Źródło |
| -------------- | ---------------- | -------------------------------- | ------- | ------- | ------ | ------------- | ------ |
| 1924, Chamonix | 30 stycznia 1924 | bieg na 50 km techniką klasyczną | 4:07:44 | 8.      | 23:12  | Thorleif Haug | [ 2 ]  |